# 沿江镇 (佳木斯市)
沿江乡，是中华人民共和国黑龙江省佳木斯市郊区下辖的一个乡镇级行政单位。2019年5月，撤乡设镇。现区划代码为230811107。

## 行政区划
沿江乡下辖以下地区：
福胜村、黑通村、民兴村、泡子沿村、三连村、新华村和沿江村。